# Coppa Continentale 2006-2007 (hockey su pista)
La Coppa Continentale 2006-2007 è stata la 26ª edizione (la nona con la denominazione Coppa Continentale) dell'omonima competizione europea di hockey su pista. Alla manifestazione hanno partecipato gli italiani del Follonica, vincitori della CERH Champions League 2005-2006, e gli spagnoli del Barcellona, vincitori della Coppa CERS 2005-2006.
A conquistare il trofeo è stato il Barcellona al tredicesimo successo nella sua storia.

## Squadre partecipanti
| Club       | Qualificazione                        | Partecipazioni precedenti (il grassetto indica la vittoria)                                                                                   |
| ---------- | ------------------------------------- | --- |
| Follonica  | Detentore della CERH Champions League | 2005-2006 |
| Barcellona | Detentore della Coppa CERS            | 1980-1981, 1981-1982, 1982-1983, 1983-1984, 1984-1985, 1985-1986, 1987-1988, 1997-1998, 2000-2001, 2002-2003, 2002-2003, 2004-2005, 2005-2006 |

## Risultati
| Squadra 1  | Totale | Squadra 2 | Andata | Ritorno |
| ---------- | ------ | --------- | ------ | ------- |
| Barcellona | 7 - 3  | Follonica | 7 – 1  | 0 – 2   |

| Barcellona 20 gennaio 2007 Finale di andata | Barcellona | 7 – 1 | Follonica | Palau Blaugrana |

| Follonica 17 febbraio 2007 Finale di ritorno | Follonica | 2 – 0 | Barcellona | Pista Armeni |